# Sant Joan de Ginestar
Sant Joan de Ginestar és una església del municipi de Castellar de la Ribera (Solsonès), que forma part de la diòcesi de Solsona. És un monument protegit i inventariat dins el Patrimoni Arquitectònic Català

## Situació
Es troba al nord del nucli de Castellar de la Ribera, damunt del marge dret de la Ribera Salada que transcorre als seus peus.
S'hi va des de la carretera C-26 (Basella-Solsona): al km. 91,7 es trenca en direcció a Montpol, es creua el pont i s'arriba al Molí de Querol (42° 01′ 37″ N, 1° 23′ 56″ E / 42.027054°N,1.398932°E). Es continua per la carretera a Montpol i Cambrils i als 750 metres s'agafa un trencall a la dreta, ben indicat, que porta a Sant Joan en 1,8 km.

## Descripció

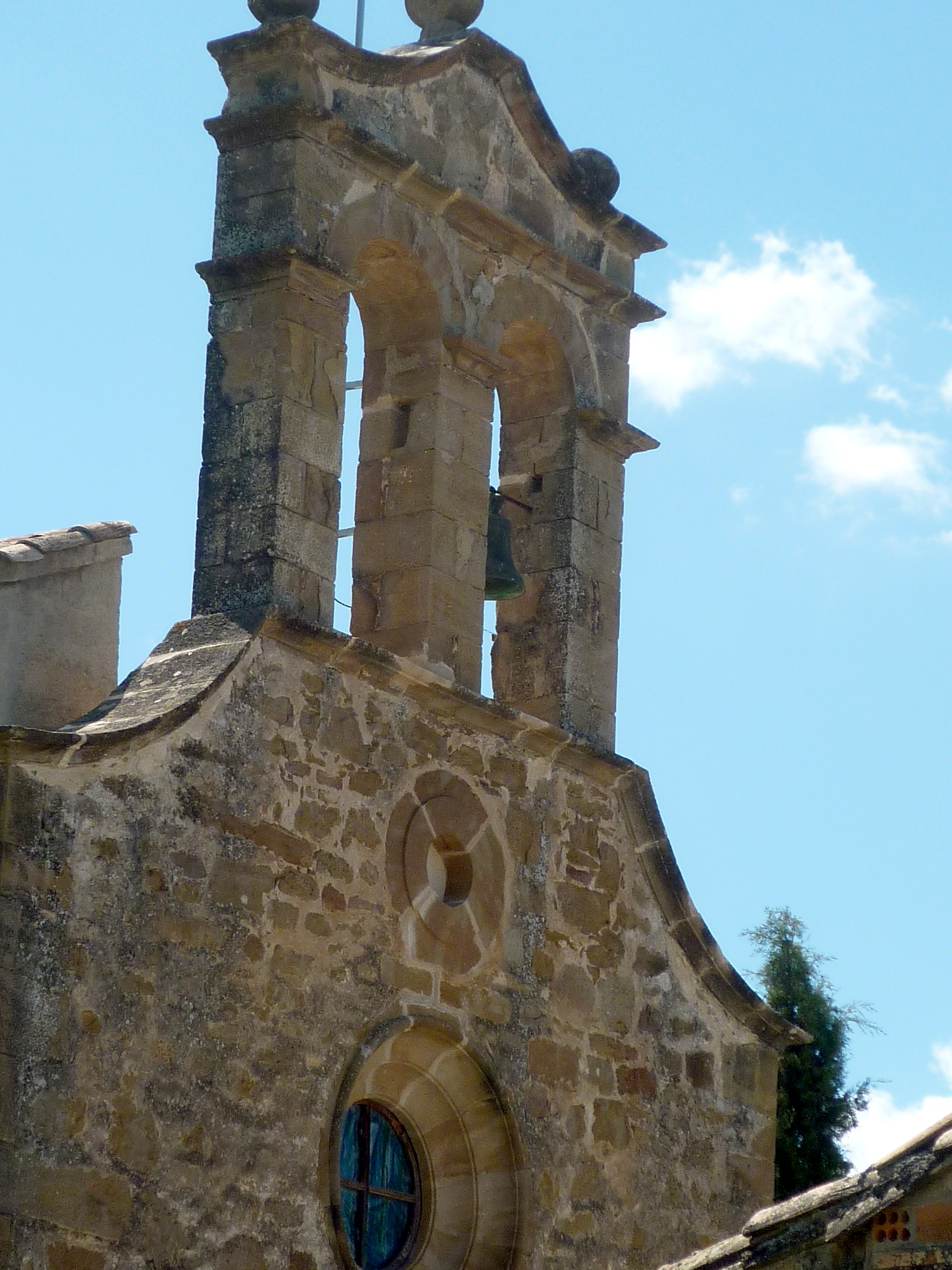
Espadanya

Església d'una sola nau sense absis. La planta és rectangular. De l'interior destaca el retaule i el cor, que està en mal estat. El parament interior està cobert de guix, també en mal estat, amb humitats. La volta és de canó i tan sols existeix una obertura a l'exterior a la sagristia. En el frontis existeixen dos ulls de bou i el campanar d'espadanya té dues finestres cobertes per arcs de mig punt. La coberta és a dues vessants i el parament exterior està format per carreus de reble. La vegetació del voltant de l'església comença a afectar negativament l'edifici. al seu interior es conserven tres retaules barrocs. El més gran, de 1786, té a la fornícula central una imatge del segle XX i li manquen la resta d'imatges. Hi ha una part reconstruïda. Els altres dos, de la mateixa època, es troben a les capelles laterals. L'església ha patit robatoris que han malmès els retaules.

## Notícies històriques
Església sufragània de la de Sant Pere de Castellar. En aquesta església hi anaven a missa els veïns més propers, com la Masia de Purgimon i els estadants del Molí de Querol. S'hi fa festa el diumenge després de Sant Joan i s'hi celebra la missa des d'aquest dia fins al diumenge abans de la Mare de Déu d'agost. Al paviment de la nau, existeixen tres tombes de diferents famílies de la zona que són la família Ingla 1704, la família Purgimon 1646 i la família Querol 1777.